# Bruno Petković
Bruno Petković (Metković, 1994. szeptember 16. –) világbajnoki bronzérmes horvát válogatott labdarúgó, a Dinamo Zagreb játékosa.

## Pályafutása

### Klubcsapatokban
Petković a horvát Dinamo Zagreb labdarúgó-akadémiáján nevelkedett. 2013-ban a Calcio Catania felnőtt csapatának lett a játékosa, amelynek színeiben öt olasz bajnoki mérkőzésen lépett pályára, először 2013 májusában a Torino ellen. A Catania több olasz csapatnak kölcsönadta, mígnem 2017-ben a Bologna csapata szerződtette. 2019 óta a Dinamo Zagreb játékosa.

### A válogatottban
Petković a horvát felnőtt válogatottban 2019. március 21-én mutatkozott be egy Azerbajdzsán elleni Európa-bajnoki selejtező mérkőzésen.
2019. június 11-én szerezte első gólját a nemzeti csapatban a Tunézia elleni barátságos mérkőzésen.
A 2020-as Euróba-bajnokság selejtezőjében négy gólt szerzett és egy gólpasszt adott, hozzájárult Horvátország csoportkörbe jutásához.
2022. december 9-én a 2022-es labdarúgó-világbajnokság negyeddöntőjének hosszabbításában egyenlítő gólt lőtt Brazília ellen. Ez volt az első gólja a horvát válogatottban: 17 válogatott meccs és több mint két év után. Horvátország megnyerte a tizenegyespárbajt, és története során harmadszor jutott az elődöntőbe. 2024. május 20-án bekerült Zlatko Dalić szövetségi kapitány a 2024-es labdarúgó-Európa-bajnokságra készülő 26 fős keretébe.

## Statisztika

### A horvát válogatottban
2022. december 9-én lett frissítve.
| Év           | Pályára lépések | Gól          |
| Horvátország | Horvátország    | Horvátország |
| ------------ | --------------- | ------------ |
| 2019         | 8               | 5            |
| 2020         | 5               | 1            |
| 2021         | 8               | 0            |
| 2022         | 6               | 1            |
| Összesen     | 27              | 7            |

## Sikerei, díjai
Dinamo Zagreb
- Horvát bajnok (4): 2018-19, 2019-20, 2020–21, 2021–22
- Horvát kupa (1): 2020–21
- Horvát szuperkupa (1): 2019